# Bailey (Texas)
Pour les articles homonymes, voir Bailey.
La ville américaine de Bailey est située dans le comté de Fannin, dans l’État du Texas. Sa population s’élevait à 289 habitants lors du recensement de 2010.

## Source
- (en) Cet article est partiellement ou en totalité issu de l’article de Wikipédia en anglais intitulé « Bailey, Texas » (voir la liste des auteurs).